# Allenatori dell'Unione Sportiva Catanzaro 1929

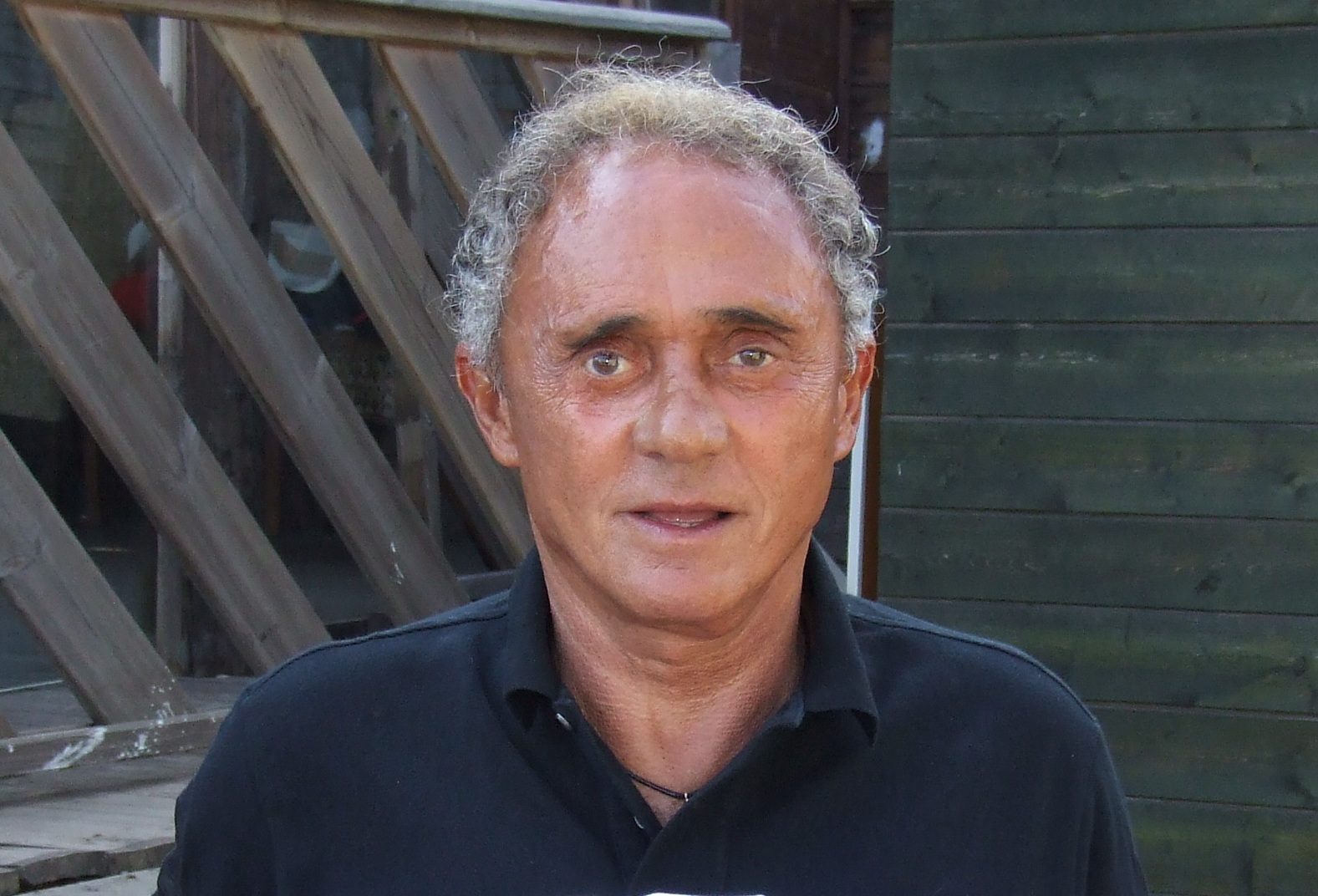
Gianni Di Marzio. Alla guida del Catanzaro conquistò la seconda storica promozione in Serie A dei giallorossi.

Gli allenatori del Catanzaro sono stati 84, 78 dei quali italiani come il primo tecnico, Dino Baroni. Due invece gli ungheresi: il secondo allenatore, Géza Kertész, protagonista della prima promozione in serie B, e György Kőszegi. Il più longevo allenatore fu Riccardo Mottola, rimasto in carica dal 1938 al 1946. Tuttavia, il più amato allenatore è Gianni Seghedoni, che ottenne la prima promozione in serie A. La seconda fu ottenuta invece sotto la guida di Gianni Di Marzio. A Dino Ballacci  si deve infine la finale di Coppa Italia.

## Elenco[1]
- 1927-1929 ...
- 1929-1931  Dino Baroni[1]
- 1931-1933  Géza Kertész[1][3][4]
- 1933-1934  György Kőszegi (giu.-lug.)
 Heinrich Schönfeld (1ª-24ª)[5][6]
- 1934-1935  György Kőszegi
- 1935-1936 ...
- 1936-1937  Cesare Migliorini
 Heinrich Schönfeld[1]
- 1937-1938  Walter Colombati
- 1938-1946  Riccardo Mottola
- 1946-1947  Pietro Piselli
- 1947-1948  Gastone Boni (1ª-?ª)
 Euro Riparbelli (?ª-26ª)
- 1948-1949  Luciano Robotti (1ª-?ª)
 Euro Riparbelli e  Pasquale Ripepe (?ª-34ª)[7]
- 1949-1952  Euro Riparbelli
- 1952-1956  Orlando Tognotti
- 1956-1957  Renato Bottacini (1ª-16ª)
 Vittorio Masci e  Pasquale Ripepe (17ª-34ª)
- 1957-1960  Piero Pasinati
- 1960-1961   Piero Pasinati (1ª-18ª)
 Enzo Dolfin (19ª-38ª)
- 1961-1962  Bruno Arcari (1ª-29ª)
 Enzo Dolfin (30ª-38ª)
- 1962-1963  Enzo Dolfin
- 1963-1965  Leandro Remondini
- 1965-1966  Dino Ballacci[8][9][10]
- 1966-1967  Carmelo Di Bella
- 1967-1968  Luciano Lupi
- 1968-1969  Luciano Lupi (1ª-22ª)
 Umberto Sacco (22ª-38ª)
- 1969-1970  Dino Ballacci
- 1970-1972  Gianni Seghedoni[11]
- 1972-1973  Renato Lucchi (1ª-25ª)
 Saverio Leotta (26ª-38ª)
- 1973-1974  Gianni Seghedoni (1ª-15ª)
 Carmelo Di Bella (16ª-38ª)[12]
- 1974-1977  Gianni Di Marzio
- 1977-1978  Giorgio Sereni[13]
- 1978-1979  Carlo Mazzone
- 1979-1980  Carlo Mazzone (1ª-25ª)[14]
 Saverio Leotta (25ª-30ª)
- 1980-1981  Tarcisio Burgnich[15][16]
- 1981-1982  Bruno Pace
- 1982-1983  Bruno Pace (1ª-15ª)
 Saverio Leotta (16ª-30ª)[17]
- 1983-1984  Mario Corso (1ª-9ª)
 Antonio Renna (10ª-38ª)
- 1984-1985  Giovan Battista Fabbri[18]
- 1985-1986  Pietro Santin (1ª-20ª)
 Todor Veselinović e  Francesco Scorsa (21ª-25ª)
 Todor Veselinović e  Antonio Lionetti (25ª-38ª)
- 1986-1987  Claudio Tobia
- 1987-1988  Vincenzo Guerini[19]
- 1988-1989  Tarcisio Burgnich (1ª-7ª)[20]
 Gianni Di Marzio (8ª-38ª)
- 1989-1990  Fausto Silipo (1ª-14ª)
 Renzo Aldi (15ª-20ª)[21][22][23][24]
 Fausto Silipo (21ª-38ª)
- 1990-1991  Claudio Sala (1ª-6ª)
 Francesco Brignani (7ª-15ª)
 Claudio Sala (16ª-24ª)
 Gennaro Rambone (25ª-34ª)
- 1991-1992  Gennaro Rambone (1ª-20ª)
 Franco Selvaggi (21ª-38ª)
- 1992-1993  Franco Selvaggi (1ª-6ª)
 Adriano Banelli (7ª-18ª)
 Paolo Dal Fiume (19ª-25ª)
 Adriano Banelli (26ª-34ª)
- 1993-1994  Gianni Improta
- 1994-1995  Gianni Improta (1ª-3ª)
 Enrico Nicolini (4ª-26ª)
 Saverio Leotta (27ª-28ª)[25]
 Enrico Nicolini (29ª-34ª)
- 1995-1996  Mauro Zampollini (1ª-5ª)
 Marcello Pasquino (6ª-27ª)
 Adriano Banelli (28ª-34ª)
- 1996-1997  Rino Lavezzini (1ª-26ª)
 Giuseppe Sabadini (27ª-34ª)
 Rino Lavezzini (Play-off)[25]
- 1997-1998  Francesco Paolo Specchia (1ª-?ª)
 Giuseppe Vuolo (?ª-34ª)
- 1998-1999  Juan Carlos Morrone
- 1999-2000  Salvatore Esposito (1ª-8ª)
 Fortunato Torrisi (9ª-25ª)
 Giuseppe Galluzzo (26ª-34ª)
- 2000-2001  Agatino Cuttone
- 2001-2002  Leonardo Bitetto (1ª-21ª)
 Massimo Morgia (22ª-34ª)
- 2002-2003  Franco Dellisanti
- 2003-2004  Piero Braglia
- 2004-2005  Piero Braglia (1ª-5ª)
 Luigi Cagni (6ª-25ª)[26]
 Bruno Bolchi (25ª-42ª)[27]
- 2005-2006  Sergio Buso (1ª-13ª)[28]
 Vincenzo Guerini (14ª-24ª)[29]
 Bruno Giordano (25ª-37ª)[30]
 Franco Cittadino (37ª-42ª)
- 2006-2007  Manuele Domenicali
- 2007-2008  Fausto Silipo (1ª-5ª)
 Franco Cittadino (6ª-21ª)[31]
 Agatino Cuttone (22ª-34ª)
- 2008-2009  Nicola Provenza
- 2009-2010  Gaetano Auteri
- 2010-2011  Zé Maria (1ª-9ª)
 Antonio Aloi (10ª-30ª)
- 2011-2012  Francesco Cozza[32]
- 2012-2013  Francesco Cozza (1ª-27ª)[33]
 Salvo Fulvio D'Adderio (28ª-30ª)
- 2013-2014  Oscar Brevi[34][35]
- 2014-2015  Francesco Moriero (1ª-12ª)[36]
 Massimo D'Urso (13ª)[37]
 Stefano Sanderra (14ª-37ª)[38]
 Massimo D'Urso (38ª)[39]
- 2015-2016  Massimo D'Urso (1ª-8ª)
 Alessandro Erra (9ª-38ª)
- 2016-2017  Alessandro Erra (-ago.)[40]
 Giulio Spader (1ª)[40]
 Mario Somma (2ª-9ª)[41]
 Nunzio Zavettieri (10ª-25ª)[42]
 Alessandro Erra (26ª-38ª)[43]
- 2017-2018  Alessandro Erra (1ª-8ª)[44]
 Davide Dionigi (9ª-28ª)[44]
 Giuseppe Pancaro (29ª-38ª)[45]
- 2018-2019  Gaetano Auteri[46]
- 2019-2020  Gaetano Auteri (1ª-10ª)
 Gianluca Grassadonia (11ª-22ª)
 Gaetano Auteri (23ª-30ª)
- 2020-2021  Antonio Calabro
- 2021-2022  Antonio Calabro (1ª-16ª)
 Vincenzo Vivarini (17ª-38ª)
- 2022-2024  Vincenzo Vivarini
- 2024-  Fabio Caserta (1ª-)

## Statistiche
Di seguito i dati relativi ai tecnici che allenarono il Catanzaro in Serie A.
| Allenatore        | P  | V  | N  | P  | %V     | %N    | %P    | GF | GS | MGF  | MGS  | Stagioni  |
| ----------------- | -- | -- | -- | -- | ------ | ----- | ----- | -- | -- | ---- | ---- | --------- |
| Carlo Mazzone     | 58 | 9  | 30 | 19 | 15.52  | 51.72 | 32.76 | 39 | 63 | 0.67 | 1.09 | 1978-1980 |
| Bruno Pace        | 45 | 10 | 17 | 18 | 22.22  | 37.78 | 40.00 | 35 | 56 | 0.78 | 1.24 | 1981-1983 |
| Gianni Seghedoni  | 30 | 3  | 15 | 12 | 10.00  | 50.00 | 40.00 | 17 | 34 | 0.57 | 1.13 | 1971-1972 |
| Tarcisio Burgnich | 30 | 6  | 17 | 7  | 20.00  | 56.67 | 23.33 | 24 | 27 | 0.80 | 0.90 | 1980-1981 |
| Gianni Di Marzio  | 30 | 7  | 7  | 16 | 23.33  | 23.33 | 53.33 | 26 | 43 | 0.87 | 1.43 | 1976-1977 |
| Saverio Leotta    | 15 | 1  | 2  | 12 | 6.67   | 13.33 | 80.00 | 11 | 29 | 0.73 | 1.93 | 1982-1983 |
| Saverio Leotta    | 2  | 2  | 0  | 0  | 100.00 | 0.00  | 0.00  | 4  | 1  | 2.00 | 0.50 | 1979-1980 |